# Llista de rius del Camp de Túria
Llista de rius, rambles i barrancs a la comarca del Camp de Túria, al País Valencià.
| Nom                      | Tipus   | Conca     | Superfície de conca | Longitud | Cabal | Naixement                               | Naixement                                              | Desembocadura                       | Desembocadura                                          | Foto |
| Nom                      | Tipus   | Conca     | Superfície de conca | Longitud | Cabal | Lloc                                    | Coord.                                                 | Lloc                                | Coord.                                                 | Foto |
| ------------------------ | ------- | --------- | ------------------- | -------- | ----- | --------------------------------------- | ------------------------------------------------------ | ----------------------------------- | ------------------------------------------------------ | ---- |
| Carraixet                | barranc |           |                     | 45 km    |       | Serra Calderona (Gàtova)                | 39° 46′ 57″ N, 0° 32′ 03″ O / 39.7825576°N,0.5342839°O | mar Mediterrània (Alboraia)         | 39° 30′ 06″ N, 0° 19′ 23″ O / 39.5017363°N,0.3230061°O |      |
| Olla                     | barranc | Carraixet |                     |          |       | Serra Calderona (Marines)               | 39° 43′ 26″ N, 0° 31′ 52″ O / 39.7238512°N,0.531224°O  | barranc de Carraixet (Marines)      | 39° 44′ 00″ N, 0° 29′ 43″ O / 39.7334604°N,0.4953519°O |      |
| Safra                    | rambla  | Carraixet |                     |          |       | Serra Calderona (Marines)               | 39° 45′ 02″ N, 0° 32′ 45″ O / 39.7506623°N,0.5457425°O | barranc de Carraixet (Olocau)       | 39° 40′ 24″ N, 0° 32′ 38″ O / 39.6732752°N,0.5438401°O |      |
| Pedralbilla              | barranc | Carraixet |                     |          |       | Serra Calderona (Gàtova)                | 39° 42′ 15″ N, 0° 29′ 22″ O / 39.7042003°N,0.4894838°O | barranc de Carraixet (Serra)        | 39° 38′ 05″ N, 0° 31′ 03″ O / 39.6348258°N,0.5176253°O |      |
| Portaceli (o la Pobleta) | barranc | Carraixet |                     |          |       | Serra Calderona (Serra)                 | 39° 42′ 09″ N, 0° 27′ 49″ O / 39.7024632°N,0.4634882°O | barranc de Carraixet (Bétera)       | 39° 35′ 12″ N, 0° 25′ 51″ O / 39.5865853°N,0.430845°O  |      |
| Cirer                    | barranc | Carraixet |                     |          |       | Serra Calderona (Nàquera)               |                                                        | barranc de Portaceli (Bétera)       | 39° 37′ 56″ N, 0° 27′ 46″ O / 39.6320954°N,0.4626592°O |      |
| Nàquera (o l'Horta Nova) | barranc | Carraixet |                     |          |       | Serra Calderona (Nàquera)               |                                                        | barranc de Carraixet (Bétera)       | 39° 35′ 12″ N, 0° 25′ 48″ O / 39.5866933°N,0.4300718°O |      |
| l'Oro                    | barranc | Carraixet |                     |          |       | Serra Calderona (Nàquera)               | 39° 40′ 08″ N, 0° 24′ 02″ O / 39.6688149°N,0.4006104°O | barranc de Nàquera (Nàquera)        | 39° 38′ 01″ N, 0° 25′ 19″ O / 39.6336454°N,0.4218106°O |      |
| Túria                    | riu     |           | 6.850 km²           | 280 km   |       | Monts Universals (Aragó)                |                                                        | mar Mediterrània (València)         | 39° 25′ 27″ N, 0° 19′ 52″ O / 39.4242°N,0.3311°O       |      |
| Castellarda              | rambla  | Túria     |                     |          |       | Serra Calderona (Figueroles de Domenyo) | 39° 46′ 38″ N, 0° 52′ 19″ O / 39.7771959°N,0.8720586°O | riu Túria (Benaguasil)              | 39° 36′ 19″ N, 0° 40′ 01″ O / 39.6052907°N,0.666812°O  |      |
| Artaix                   | rambla  | Túria     |                     |          |       | Serra d'Andilla (Andilla)               | 39° 49′ 56″ N, 0° 49′ 18″ O / 39.8322183°N,0.8216813°O | rambla Castellarda (Llíria)         | 39° 40′ 15″ N, 0° 41′ 19″ O / 39.670732°N,0.6887461°O  |      |
| Primera (o Escarihuela)  | rambla  | Túria     |                     |          |       | Serra Calderona (Altura)                | 39° 46′ 48″ N, 0° 37′ 08″ O / 39.7800589°N,0.6190025°O | riu Túria (Vilamarxant)             | 39° 36′ 04″ N, 0° 38′ 58″ O / 39.6012367°N,0.6494188°O |      |
| Montaragó                | barranc | Túria     |                     |          |       |                                         |                                                        | rambla Primera (Llíria)             | 39° 37′ 34″ N, 0° 38′ 08″ O / 39.6261311°N,0.6355464°O |      |
| la Garrofera             | rambla  | Túria     |                     |          |       | Serra Calderona (Gàtova)                | 39° 46′ 39″ N, 0° 33′ 58″ O / 39.7773668°N,0.5659914°O | barranc de la Escarihuela (Marines) | 39° 43′ 58″ N, 0° 34′ 41″ O / 39.7326617°N,0.5779755°O |      |
| Teulada                  | barranc | Túria     |                     |          |       | Vilamarxant                             | 39° 33′ 46″ N, 0° 42′ 11″ O / 39.5628315°N,0.7031801°O | riu Túria (Vilamarxant)             | 39° 34′ 08″ N, 0° 36′ 43″ O / 39.5688444°N,0.6120601°O |      |
| els Oms                  | barranc | Túria     |                     |          |       | les Rodanes (Vilamarxant)               | 39° 32′ 33″ N, 0° 38′ 36″ O / 39.5426061°N,0.6433071°O | riu Túria (Vilamarxant)             | 39° 34′ 06″ N, 0° 36′ 42″ O / 39.5683647°N,0.6116846°O |      |
| la Monxolina             | barranc | Túria     |                     |          |       | les Rodanes (Vilamarxant)               |                                                        | riu Túria (Vilamarxant)             | 39° 33′ 54″ N, 0° 36′ 01″ O / 39.5651309°N,0.600253°O  |      |
| Mandor (o Bono)          | barranc | Túria     |                     |          |       | la Pobla de Vallbona                    | 39° 35′ 53″ N, 0° 31′ 54″ O / 39.5981265°N,0.5317053°O | riu Túria (Riba-roja de Túria)      | 39° 32′ 35″ N, 0° 32′ 03″ O / 39.5431744°N,0.5341339°O |      |
| la Pedrera               | barranc | Túria     |                     |          |       | Riba-roja de Túria                      | 39° 31′ 29″ N, 0° 33′ 43″ O / 39.5245918°N,0.5619296°O | riu Túria (Riba-roja de Túria)      | 39° 32′ 24″ N, 0° 32′ 00″ O / 39.5399992°N,0.5333165°O |      |
| Poio                     | rambla  |           |                     |          |       | Serra de Xiva (Xest)                    | 39° 29′ 04″ N, 0° 41′ 31″ O / 39.4844238°N,0.6918266°O | l'Albufera (València)               | 39° 21′ 25″ N, 0° 20′ 26″ O / 39.3569705°N,0.3406501°O |      |
| Possalet (o Pozalet)     | barranc | Poio      |                     |          |       | Xest                                    |                                                        | Pla de Quart (Riba-roja de Túria)   | 39° 29′ 03″ N, 0° 32′ 26″ O / 39.4841127°N,0.5404746°O |      |

## Enllaços
- Visor Cartogràfic. Institut Cartogràfic Valencià. Generalitat Valenciana. https://visor.gva.es/visor/